# Black (chanson de Trivium)
 (juin 2024).
La mise en forme du texte ne suit pas les recommandations de Wikipédia : il faut le « wikifier ».
Les points d'amélioration suivants sont les cas les plus fréquents. Le détail des points à revoir est peut-être précisé sur la page de discussion.
- Les titres sont pré-formatés par le logiciel. Ils ne sont ni en capitales, ni en gras.
- Le texte ne doit pas être écrit en capitales (les noms de famille non plus), ni en gras, ni en italique, ni en « petit »…
- Le gras n'est utilisé que pour surligner le titre de l'article dans l'introduction, une seule fois.
- L'italique est rarement utilisé : mots en langue étrangère, titres d'œuvres, noms de bateaux, etc.
- Les citations ne sont pas en italique mais en corps de texte normal. Elles sont entourées par des guillemets français : « et ».
- Les listes à puces sont à éviter, des paragraphes rédigés étant largement préférés. Les tableaux sont à réserver à la présentation de données structurées (résultats, etc.).
- Les appels de note de bas de page (petits chiffres en exposant, introduits par l'outil «  Source ») sont à placer entre la fin de phrase et le point final[comme ça].
- Les liens internes (vers d'autres articles de Wikipédia) sont à choisir avec parcimonie. Créez des liens vers des articles approfondissant le sujet. Les termes génériques sans rapport avec le sujet sont à éviter, ainsi que les répétitions de liens vers un même terme.
- Les liens externes sont à placer uniquement dans une section « Liens externes », à la fin de l'article. Ces liens sont à choisir avec parcimonie suivant les règles définies. Si un lien sert de source à l'article, son insertion dans le texte est à faire par les notes de bas de page.
- La présentation des références doit suivre les conventions bibliographiques. Il est recommandé d'utiliser les modèles {{Ouvrage}}, {{Chapitre}}, {{Article}}, {{Lien web}} et/ou {{Bibliographie}}. Le mode d'édition visuel peut mettre en forme automatiquement les références.
- Insérer une infobox (cadre d'informations à droite) n'est pas obligatoire pour parachever la mise en page.

Pour une aide détaillée, merci de consulter Aide:Wikification.
Si vous pensez que ces points ont été résolus, vous pouvez retirer ce bandeau et améliorer la mise en forme d'un autre article.
Pour les articles homonymes, voir Black.
Singles de Trivium
Built to Fall
(2011) Watch the World Burn
(2013)
Black est une chanson du groupe de heavy metal américain Trivium. Elle est sortie en tant que troisième single du cinquième album studio In Waves.
Aucun clip n'a été réalisé pour la chanson, mais un clip officiel avec paroles est paru le 23 janvier 2012 via Noisecreep. On suppose qu'il devait y avoir un clip vidéo qui continuerait la série là où le clip vidéo " Built to Fall " s'est arrêté et qui, pour des raisons inconnues, n'a pas continué et qu'il y aurait un clip séparé pour " Watch the World Burn " publié le 16 novembre 2012. La chanson a culminé a la 40eme position sur le Billboard Mainstream Rock Chart le 11 mai, le premier single du groupe dans ce classement depuis The Rising de 2007 .

## Tracklist
| No | Titre                 | Durée |
| -- | --------------------- | ----- |
| 1. | Black (Radio Edit)    | 3:20  |
| 2. | Black (Album Version) | 3:26  |

## Charts
| Chart (2012)                 | Position |
| ---------------------------- | -------- |
| US Billboard Mainstream Rock | 40       |
| US Billboard Active Rock     | 35       |

## Membres
- Matt Heafy – chant principal, guitare rythmique
- Corey Beaulieu – guitare solo, chœurs
- Paolo Gregoletto – guitare basse, chœurs
- Nick Augusto – batterie